# سامي بن مبارك السعدي
سامي بن مبارك السعدي (12 نوفمبر 1991 بصلالة في سلطنة عمان - ) هو لاعب كرة قدم عماني في مركز الدفاع. شارك مع منتخب عمان لكرة القدم. أما مع النوادي، فقد لعب مع نادي الشعلة ونادي النصر ونادي صلالة ونادي ظفار.

## روابط خارجية
- سامي بن مبارك السعدي على موقع قاعدة بيانات كرة القدم.إي يو (الإنجليزية)
- سامي بن مبارك السعدي على موقع ناشيونال فوتبول تيمز (الإنجليزية)
- سامي بن مبارك السعدي على موقع Soccerway.com (الإنجليزية)
- سامي بن مبارك السعدي على موقع كووورة